# Gabriel Acacius Coussa
Gabriel Acacius Coussa B.A (1897 - 1962) là một hồng y người Syria, thuộc Giáo hội Công giáo nghi lễ Hy Lạp của Giáo hội Công giáo Rôma. Ông nguyên là Tổng thư kí Thánh bộ Công giáo Đông Phương, nguyên Thẩm định viên Thánh bộ Nghiên cứu Kinh Thánh [nay gọi là Thánh bộ Giáo lý Đức Tin] cùng các chức danh khác tại Giáo triều Rôma.

## Tiểu sử
Hồng y Coussa sinh ngày 3 tháng 8 năm 1897 tại Aleppo, Syria. Ngày 21 tháng 11 năm 1914, chàng trai trẻ Coussa gia nhập dòng  Ordre Basilien Alépin [Nghi lễ Hy Lạp; viết tắt B.A]. Bốn năm sau đó, ngày 6 tháng 7 năm 1918, ông chính thức khấn trọn. Sau quá trình theo đuổi việc học tại các chủng viện, ngày lễ giáng sinh - 25 tháng 12 năm 1920, ông được truyền chức linh mục, là một linh mục của Dòng B.A.. Nghi thức truyền chức cử hành bởi Giám mục Isaias Papadopoulos, Giám mục Hiệu tòa Gratianopolis.
Ngày 21 tháng 3 năm 1933, ông được bổ nhiệm làm Chánh Văn phòng Ủy ban Giáo hoàng về Quy chế Luật Giáo luật Phương Đông. Hai năm sau đó, ngày 16 tháng 7 năm 1933, ông trở thành Tổng Thư kí Ủy ban Giáo hoàng về Sửa đổi Giáo luật với các Giáo hội Phương Đông. Mười một năm với chức danh trên, ngày 3 tháng 3 năm 1946, ông được điều chuyển làm Tổng Thư kí Ủy ban Giáo hoàng về việc Giải nghĩa Giáo luật.
Sau nhiều năm phục vị tại Giáo triều Rôma, Tòa Thánh ra quyết định bổ nhiệm ông làm Tổng giám mục Hiệu tòa Hierapolis in Syria dei Greco-Melkiti ngày 26 tháng 2 năm 1961. Ngày 16 tháng 4 cùng năm, Tổng giám mục Tân cử đã được tổ chức nghi lễ tấn phong, với sự hiện diện của ba giáo sĩ tham dự chính thức với nghi thức truyền chức là Giáo hoàng Gioan XIII, trong vai trò Chủ phong, Hai phụ phong gồm Giám mục Giovanni Mele, chính tòa Giáo phận Lungro degli Italo-Albanesi (Italo-Albanese) và Giám mục Giuseppe Perniciaro, Giám mục Phụ tá Tòa Piana degli Albanesi. Tân giám mục chọn cho mình châm ngôn:Misericordiam et veritatem diligit Dominus. Ngày 4 tháng 8 sau đó, Tòa Thánh bổ nhiệm Tân Tổng giám mục là Quyền Tổng Thư kí Thánh bộ Giáo hội Đông Phương.
Nửa năm sau đó, với Công nghị Hồng y cử hành ngày 22 tháng 3 năm 1962, Giáo hoàng Gioa XXIII đã vinh thăng Tổng giám mục Couurssa tước vị Hồng y Nhà thờ Sant'Atanasio. Ông cũng chính thức trở thành Tổng Thư kí Thánh bộ Công giáo Đông Phương hai ngày sau đó, vào ngày 24 tháng 3. Bất ngờ, ngày 29 tháng 7 năm 1962, tân Hồng y Courssa qua đời, hưởng thọ 65 tuổi.